# Шарль Ріу
Шарль Ріу (фр. Charles Rihoux, 7 березня 1998) — французький плавець.
Учасник Олімпійських Ігор 2020 року, де в естафеті 4x100 метрів вільним стилем його збірна посіла 6-те місце.